# Jeffrey (film)
Pour les articles homonymes, voir Jeffrey.
Pour plus de détails, voir Fiche technique et Distribution.
Jeffrey est un film américain réalisé par Christopher Ashley (en), sorti en 1995. Il s'agit d'une adaptation de la pièce du même nom signée par Paul Rudnick.

## Synopsis
Jeffrey, un jeune gay qui s'assume, face au problème du SIDA décide de renoncer au sexe mais dans une salle de sport il fait la rencontre de Steve.

## Fiche technique
- Titre : Jeffrey
- Réalisation : Christopher Ashley
- Scénario : Paul Rudnick
- Production :
- Musique : Stephen Endelman
- Photographie : Jeffery J. Tufano
- Pays d'origine : États-Unis
- Format : Couleurs
- Genre : Comédie dramatique et romance
- Durée : 92 min
- Date de sortie en France : 1998

## Distribution
- Steven Weber (VF : Nicolas Marié) : Jeffrey
- Michael T. Weiss (VF : Emmanuel Curtil) : Steve
- Patrick Stewart (VF : Jacques Ciron) : Sterling
- Bryan Batt (VF : Edgar Givry) : Darius
- Kathy Najimy (VF : Véronique Alycia) : Acolyte
- Sigourney Weaver (VF : Tania Torrens) : Debra Moorhouse
- Christine Baranski (VF : Josiane Pinson) : Ann Marwood Bartle
- Nathan Lane : (VF : Richard Darbois) : Père Dan
- Victor Garber : Tim
- Ethan Phillips : Dave
- Peter Maloney : le père de Jeffrey
- Debra Monk : (VF : Lucie Dolène) : la mère de Jeffrey
- Peter Jacobson (VF : Vincent Ropion) : le rendez-vous de Jeffrey #1
- K. Todd Freeman : le serveur du Barney
- Robert Klein : Skip Winkley
- Camryn Manheim : la femme seule
- Olympia Dukakis : Mme Marcangelo
- Gregory Jbara : Angelique Marcangelo
- Kevin Nealon : journaliste (non crédité)
- Jimmy Somerville : participant à la pride (non crédité)

## Récompenses et nominations
Christopher Ashley remporte le prix Fun Radio Trophy dans le cadre du Festival du cinéma américain de Deauville. De plus, le film est en compétition pour le Grand prix du Festival de Deauville lors de l'édition 1995.
Lors de la deuxième cérémonie des Chlotrudis Awards, Patrick Stewart est nommé dans la catégorie Chlotrudis Award du meilleur acteur dans un second rôle pour le rôle de Sterling et le film est nommé dans la catégorie Chlotrudis Award du meilleur film.
Nathan Lane est nommé dans la catégorie du plus drôle acteur dans un second rôle « Funniest Supporting Actor in a Motion Picture » lors des American Comedy Awards 1996.

## Tournage
Le tournage a lieu du 11 juillet au 14 août 1994.

## Réception
Les critiques concernant Jeffrey sont positives avec une note de 70 % sur Rotten Tomatoes sur la base de trente critiques. Caryn James (en) du New York Times écrit « Pour tous ceux qui ont raté la pièce, le film offre un fort écho de ses meilleures qualités et quelques moments vraiment hilarants ». Patrick Stewart est acclamé en tant que second rôle, remportant plusieurs prix des critiques, et a même généré des espoirs pour les Oscars, mais n'obtient pas de nomination.
Le film rapporte 3,488 millions de dollars au box-office américain.

## Représentations théâtrales
Le film est tiré d'une pièce de théâtre de Paul Rudnick, qui fut primée aux Obie Awards en 1993.
Le 31 décembre 1992, Jeffrey est joué pour la première fois au WPA Theatre, à New York, sous la direction de Christopher Ashley. Les rôles principaux étaient tenus par John Michael Higgins (Jeffrey) et Tom Hewitt (Steve).
En 1993, les représentations de la pièce ont lieu au Minetta Lane Theatre (en), à New York.
En 1996, la première adaptation de la pièce en français par Christian Bordeleau se concrétise sous le titre Sexe, paillettes et ruban rouge.
En 2007, une nouvelle adaptation française de Christian Bordeleau, avec dans les rôles principaux Julien Baptist (Jeffrey) et Samuel Ganes (Stéphane) se tient au Théâtre Clavel puis, dans une version légèrement remaniée, au théâtre du Gymnase Marie-Bell.

## Sorties vidéo
Jeffrey sort sous format VHS après sa première sortie en salles et sur DVD en 2003. Shout! Factory (en) sort le film sur disque Blu-ray en 2019.